# Miura (bilmärke)
Miura var ett brasilianskt bilmärke skapat av Besson, Gobbi S/A. Det grundades 1976 och förlamade sin verksamhet 1992, när den inhemska marknaden öppnades för importerade fordon.
Han fokuserade sin produktion på sportmodeller, allmänt utrustade med Volkswagen-mekanik, monterade under rörformiga chassi och glasfiberkroppar med egna konstruktioner. Det var banbrytande för presentation av ABS-bromssystemet 1990. 
Besson, Gobbi S/A tillverkade också en buggy, märkesvaror Galgo, lanserad 1985.
Även om det stängdes år 1992 mottog företaget order till 1995 när det slutade att sälja BG Truck.

## Modell
- Sport - 1977 a 1979
- Sport II - 1980 a 1983
- MTS - 1981 a ?
- Targa - 1982 a 1988
- Spider - 1983 a 1988
- Kabrio - 1984 a 1985
- Saga - 1984 a 1988
- 787 - 1986 a 1990
- X8 - 1987 a 1990
- Saga II - 1988 a 1992
- Top Sport - 1989 a 1992
- X11 - 1990 a 1992
- BG-Truck CD - 1993 a 1997